# Аблуков, Александр Михайлович
Аблуков Александр Михайлович (18.12.1921 — 11.2.1964) — командир орудийного расчёта 22-го армейского истребительно-противотанкового артиллерийского полка 69-й армии 1-го Белорусского фронта, старший сержант, участник Великой Отечественной войны, полный кавалер ордена Славы.

## Биография
Аблуков Александр Михайлович родился 18 декабря 1921 года в городе Астрахань. Рано лишился отца и весной 1934 года был направлен в Ивановский режимный детский дом, где с 1938 года воспитывался вместе с будущим легендарным Героем Великой Отечественной войны Александром Матросовым. Окончил школу ФЗУ в городе Куйбышев. Работал на заводе.
В Красной Армии с 19 апреля 1941 года. В боях в Великую Отечественную войну с июня 1941 года. Член ВКП(б) с 1942 года.
Командир орудийного расчёта 22-го армейского истребительно-противотанкового артиллерийского полка старший сержант Александр Аблуков 20 июля 1944 года, при форсировании реки Западный Буг западнее города Любомль Волынской области Украины, вёл огонь прямой наводкой и вместе с бойцами уничтожил миномётную батарею врага, мешавшую продвижению советской пехоты. 24 июля 1944 года, не обращая внимания на ожесточённый вражеский обстрел, старший сержант Аблуков установил орудие на танкоопасном направлении на прямую наводку и контролировал направление возможной атаки вражеских танков. За мужество и отвагу, проявленные в боях, 5 августа 1944 года старший сержант Аблуков Александр Михайлович награждён орденом Славы 3-й степени.
14 января 1945 года юго-западнее польского города Пулавы старший сержант Аблуков А. М., командуя вверенным ему орудийным расчётом, уничтожил до взвода солдат противника, два пулемёта, противотанковую пушку. За мужество и отвагу, проявленные в боях, 17 февраля 1945 года старший сержант Аблуков Александр Михайлович награждён орденом Славы 2-й степени.
В период с 16 по 20 апреля 1945 года в боях северо-западнее города Франкфурт-на-Одере командир орудийного расчёта 22-го армейского истребительно-противотанкового артиллерийского полка старший сержант Александр Аблуков, вёл огонь прямой наводкой и уничтожил три орудия, семь пулемётов, несколько десятков вражеских солдат; воин-артиллерист был ранен, но поля боя не покинул.
Указом Президиума Верховного Совета СССР от 31 мая 1945 года за образцовое выполнение заданий командования в боях с немецко-вражескими захватчиками старший сержант Аблуков Александр Михайлович награждён орденом Славы 1-й степени, став полным кавалером ордена Славы.
После войны А. М. Аблуков демобилизован. Жил в городе Ульяновск. В течение полутора десятков лет работал слесарем на Ульяновском автомобильном заводе. Скончался 11 февраля 1964 года. Похоронен в Ульяновске на старом городском кладбище.
Награждён орденами Славы 1-й, 2-й и 3-й степени, медалями.

## Память
- Его именем в 1976 году названа улица в Ульяновске, проходящая от Московского шоссе до улицы Пушкарёва.
- Имя Александра Аблукова носил пионерский лагерь на берегу Волги в Старомайнском районе Ульяновской области.
- На улице, носящей его имя, установлен памятный знак А. М. Аблукову.
- В 2012 году школа № 51 города Ульяновска переименована в среднюю общеобразовательную школу № 51 имени А. М. Аблукова.